# کربونیترید تیتانیوم

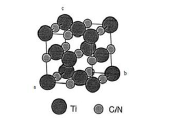
تصویر شماتیک ساختار کربونیترید تیتانیوم

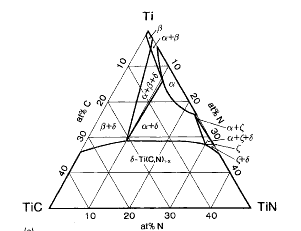
دیاگرام سه جزئی کربونیترید تیتانیوم

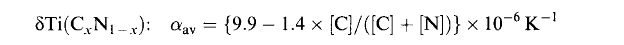
ضریب انبساط حرارتی

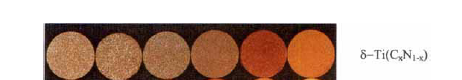
انواع رنگ

کربونیترید تیتانیوم (Ti(C,N))

## تعریف
از عناصر کربن، نیتروژن و تیتانیوم تشکیل شده‌است.
در دهه‌های گذشته، کاربید تیتانیوم و تیتانیوم نیترید گسترده برای خواص خوب خود را مورد مطالعه قرارگرفتند، اما بهبود بیشتر از پوشش TiCN، که ترکیبی از مزایای استفاده از سختی بالا از تیتانیوم کاربید و مقاومت در برابر انعطاف‌پذیری و چسبندگی خوب تیتانیوم نیترید است.

## ویژگی‌ها
به دلیل ترکیب منحصر به فرد و خواص برجسته خود مانند: نقطه ذوب بالا، سختی بالا آن (۳۰۰۰ Hv – سختی ویکرز)، ثبات حرارتی تا ۴۰۰ سانتی گراد و مقاومت در برابر سایش خوب، پایداری حرارتی و شیمیایی خوب، خواص الکتریکی و هدایت حرارتی عالی، ظاهری درخشان و یکی از خواص الگو:TiCxN1-xمهم گسترده بودن ترکیب شیمیایی برای پایداری فازهای آن مورد توجه قراردارد.
معادلات آنتالپی و آنتروپی برحسب متغیر مقدار کربن و دما:
(HT-HT°)/J.mol-1 = -16558 + 34.148x - 9.717xT + 45.584T + ۳٫۹۷۱@10-3T2 + 8.981.105T-1 + 7.918 x2T±۲۸۵
ST° = 104.98 log10 T + 7.942.10-3T + 4.490.105T-2 - 22.38x log10T + 18.22x2 log10T + 27.307x - 22.287 x2- 236.97.
معادلهٔ هدایت حرارتی برحسب متغیر غلظت عنصر کربن و نیتروژن:
```
σ= 0.0389 - 0.0903 (C/(C+N)) + 0.1467 (C/(C+N))2 - 0.0868 (C/(C+N))3 (106. S-1. cm-1) }3.
[
۴
]
```

## ساختار
این است که در حال حاضر پذیرفته شده که TiCN دارای یک چهره محور مکعب (fcc) ساختار نوع NaCl، شبیه به سازه‌های تیتانیوم کارباید و تیتانیوم نیترید است. ممکن است برای توصیف ایجاد TiCN توسط یک مکانیسم جایگزینی از اتم‌های C در N سیستم، در واقع N بیشتر الکترونگاتیوی است و نیاز به انرژی آزاد گیبس کمتری دارد تا با Ti در مقایسه با c واکنش نشان دهد، بنابراین ذرات تیتانیوم نیترید به احتمال زیاد تشکیل می‌شوند و C در ساختار با مکانیزم جایگزینی گنجانیده شده‌است.
محتوای کربن تأثیر قابل توجهی بر خواص و ریزساختارکربونیترید تیتانیوم دارد. این توضیح داده شده‌است که اگر با توجه به این که C دارای یک شعاع اتمی بیشتر از N، بنابراین جایگزینی با اتم بزرگتر دلالت تعامل الکترونیکی بالاتر و در نتیجه پایداری سیستم، توسط قانون Vegard پیش‌بینی شده‌است.
پارامترهای شبکه اندازه‌گیری بر روی فیلم‌های نازک TiCN تمایل به بالاتر از مواد حجیم است. این واقعیت به چند دلیل توضیح داده شده‌است: تفاوت در ضریب انبساط حرارتی بین فیلم و بستر، اختلاط ناخالصی (مانند اکسیژن) یا اختلاط اتم‌های C و N به عنوان یک نتیجه از یک فرایند رسوب غیر تعادل؛ علاوه بر این گسترش شبکه را می‌توان به حضور تنش داخلی نسبت داده شده توسط تراکم بالا از مرزهای دانه و نقص ساختاراست.
طراحی نانو و میکرو سازه ای همراه با تنظیمات ترکیبی مناسب (تنوع نسبت C/N و محتوای Ti)، ساخت طیف گسترده‌ای از پوشش‌های TiCN با ویژگی‌های متناسب را فعال می‌کنید. به‌طور خاص، چهار ساختار مختلف را می‌توان به دست آورد
1. ساختار تک لایه: پیکربندی پوشش اساسی که در آن ترکیب ثابت است در تمام ضخامت فیلم نگهداری می‌شود.
2. ساختار چند لایه، ساخته شده از جانشینی از لایه‌های TiN/TiCN. خواص کلی بستگی به ضخامت فیلم و تناوب چند لایه دارد.
3. ساختار مدرج، که در آن ترکیب به‌طور مداوم برای تمام ضخامت فیلم متنوع به منظور به نفع چسبندگی بهتر به زیرلایه است.
4. فیلم نانوکریستللین در یک ماتریس آمورف-C تعبیه شده‌است. آنها یک تکامل مستقیم از یک ساختار تک لایه که در آن بلورین به تدریج به دلیل معرفی مقدار زیادی از کربن است که به شکل یک ماتریس-C از دست داده‌است، و انتظار می‌رود که درخواص مکانیکی تأثیر مثبت می‌گذارد.

همه این ساختارها دارای ویژگی‌های مثبت و منفی هستند؛ بنابراین مناسب برای تصمیم‌گیری طراحی پوشش در عملکرد برنامه نهایی که مورد نیاز است.

## مشخصه یابی
خصوصیات شیمیایی و فیزیکی نمونه‌های حالت جامد معمولاً با کمک روش‌های میکروسکوپ و طیف‌سنجی ساخته شده‌است. آنها هر دو بر اساس تعامل تحریک خارجی با ماده، که می‌تواند یا قابل مشاهده یا اشعه X فوتون، یا الکترون‌های شارژ یا پرتوهای یونی بدست آورد.
طیف‌سنجی پراش انرژی اشعه ایکس (EDS) و طیف‌سنجی پراکنده طول موج (WDS)، معمولاً برای برآورد کمی ساده از اجزای پوشش است.
ترکیب شیمیایی فیلم و همچنین ماهیت پیوند موجود در ساختار TiCN را می‌توان با استفاده از طیف‌سنجی فوتوالکترون اشعه ایکس (XPS) یافت.
به منظور کنترل توزیع از ترکیبات در سراسر ضخامت فیلم کار طیف‌سنجی جرمی یونی ثانویه (سیمز) در عین حال مخرب و قادر به تجزیه و تحلیل مشخصات عمق خوب در نمونه‌های فیلم نازک با وضوح بالا فضایی است.

## کاربرد
این پایداری در برابر مذاب فولاد نسبت به دمای بالا سبب شده‌است که در کاربردهای گسترده‌ای مثل پوشش، ابزار برش، سرمت، میکروالکتریک ها،
فناوری فضایی، هواپیما، صنعت و فناوری نیمه هادی و می‌توان آن را در طیف گسترده‌ای از بسترهای سپرده، نه تنها در آنهایی که فلز، بلکه در سرامیک و پلاستیک به لطف زیست سازگاری خوب و غیر سمی، دستگاه‌های جراحی پزشکی و تجهیزات پردازش مواد غذایی استفاده کرد.

## روش‌های سنتز
روش نفوذ حالت جامد در دمای بالا، روش سنتز خود احتراقی با استفاده از مخلوط تیتانیوم و کربن در نیتروژن گازی است، روش رسوب بخار شیمیایی، روش پلاسمایی پخت، روش جت پلاسمایی تخلیه قوس نیتروژن با دمایهای بالا و روش نمک مذاب و….
به هر حال، بسیاری از روش‌های موجود برای سنتز کربونیترید تیتانیوم نیاز به روش‌های پیچیده، تجهیزات گران‌قیمت، دما بالا و زمان طولانی دارد بنابراین روش مناسب و مسیر اقتصادی برای تولید کربونیترید تیتانیوم اهمیت دارد.